# Lara Cardella
Lara Cardella és una escriptora italiana nascuda el 13 de novembre de 1969 a Licata (Sicília). Va estudiar a la Universitat de Palerm. Lara Cardella va escriure el seu primer llibre quan tenia 19 anys: Volevo i pantaloni, publicat el 1989 (traducció catalana de Mercè Ubach: Volia dur pantalons, Barcelona: Columna, 1990), d'inspiració autobiogràfica, que descriu la vida d'una noia a la Sicília masclista del final de la dècada de 1980; fou un gran èxit de vendes, es va traduir a diverses llengües i se'n va fer una pel·lícula, dirigida per Maurizio Ponti.
Posteriorment, el 1991, va escriure Intorno a Laura (traducció catalana d'Enric Fontvila: El món de Laura. Barcelona: Columna, 1992), una obra d'estructura original, a mig camí entre la novel·la i el drama teatral, amb la qual demostra saber allunyar-se del seu primer èxit per experimentar noves solucions narratives.
Altres títols seus dins la mateixa editorial original, Mondadori, són Fedra se ne va (1992), Una ragazza normale (1994) i la segona part del seu primer llibre, Volevo i pantaloni 2 (1995).
Tot seguit canvia d'editorial i publica per a Rizzoli, el 1997, Detesto il soft, novel·la d'atmosferes oníriques on la sexualitat morbosa té un paper preponderant, i l'any 2000 Finestre accese, en què les vivències paral·leles de les dues protagonistes se segueixen al llarg dels anys a través dels seus diaris respectius i on Lara Cardella tracta, entre d'altres, el tema de la màfia.